# Ploski
Ploski (bulgariska: Плоски) är ett distrikt i Bulgarien.   Det ligger i kommunen Obsjtina Sandanski och regionen Blagoevgrad, i den sydvästra delen av landet, 120 km söder om huvudstaden Sofia.
Trakten runt Ploski består i huvudsak av gräsmarker. Runt Ploski är det ganska glesbefolkat, med 42 invånare per kvadratkilometer.